# Josef Widmoser
Josef Widmoser (* 25. Juli 1911 in Haiming, Tirol oder Heimenkirch, Bayern; † 1991 in Innsbruck) war ein österreichischer Maler und Glasmaler.

## Leben
Josef Widmoser lebte seit 1919 in Innsbruck und trat 1926 in die Tiroler Glasmalerei und Mosaik Anstalt ein, wo er unter Gottlieb Schuller ausgebildet wurde. 1940 beteiligte er sich mit Bildern an Ausstellungen, von 1941 bis 1943 war er im Kriegsdienst in Frankreich, Süditalien und Jugoslawien. 1944 übernahm er die künstlerische Leitung der Glasmalereianstalt vom schwer erkrankten Gottlieb Schuller und hatte diese bis 1972 inne.
Widmoser wurde einer der bedeutendsten Sakralkünstler Österreichs, der zahlreiche Entwürfe für Glasfenster in Österreich, aber auch den USA, Argentinien und Venezuela lieferte. Er schuf expressiv verdichtete figurale Darstellungen, zum Teil verzichtete er zugunsten der Farbwirkung ganz auf Gegenständlichkeit. Widmoser war auch als Maler und Illustrator tätig und schuf Porträts, Blumenbilder, Stillleben sowie Illustrationen und Buchumschläge für die Verlagsanstalt Tyrolia.

## Werke

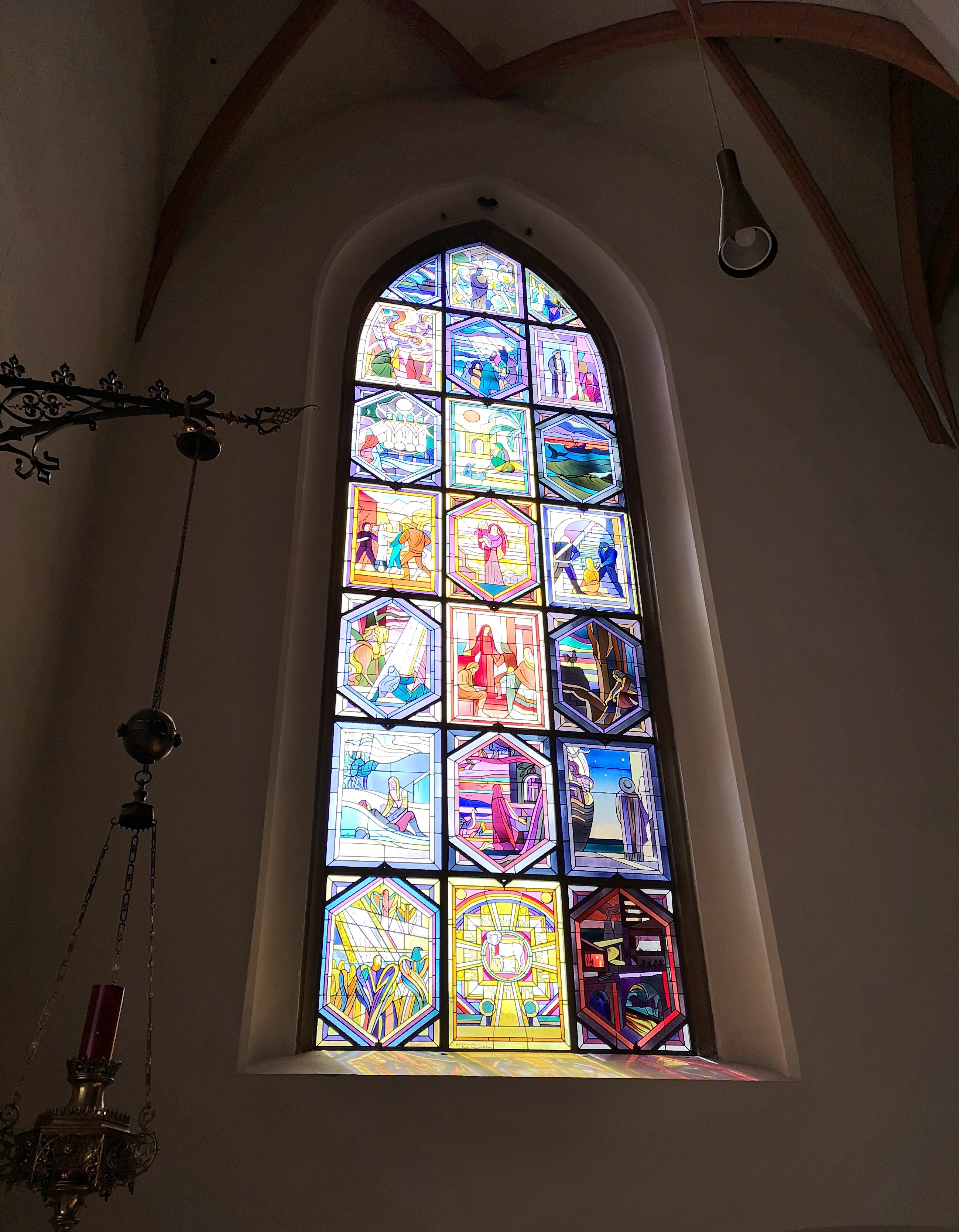
Glasfenster der Franziskanerkirche in Bozen

- fünf Glasgemälde „Zyklus des Lebens“ für den Trauungssaal im Neuen Hof, Innsbruck, 1940[6]
- Glasfenster, Pfarrkirche Mils bei Imst, 1946[2]
- Glasgemälde, Georgskapelle, Ehenbichl, 1946/47[7]
- Glasgemälde hll. Notburga und Wendelin, Filialkirche Hintertux, 1952[8]
- zwei Glasgemälde, Preimskirche, Bad Gastein, 1953[2]
- Chorfenster, Franziskanerkirche Bozen, 1954[2][3]
- Glasfenster, Pfarrkirche Altenmarkt im Pongau, 1954[2]
- Glasmalereien mit berühmten Anatomen, Histologen und Embryologen im Stiegenhaus des Instituts für Anatomie der Universität Innsbruck, 1956[6][9]
- Glasgemälde im Chor, Pfarrkirche Radstadt, 1959[5]
- Glasgemälde, Pfarrkirche Hochfilzen, 1961[10]
- Glasfenster, Kaplaneikirche Boden, 1963[11]
- Westfenster für den Wiener Stephansdom, 1971[5]